# Toray Arrows 2018-2019 (femminile)
Questa voce raccoglie le informazioni riguardanti le Toray Arrows nella stagione 2018-2019.

## Organigramma societario
Area direttiva
- Presidente: Shigeru Yamaguchi

Area tecnica
- Allenatore: Koichiro Kanno
- Assistente allenatore: Akira Koshigaya
- Scoutman: Yoshihiro Tsukada, Ryukei Takeo

## Rosa
| N° | Nome             | Ruolo | Data di nascita   | Nazionalità sportiva |
| -- | ---------------- | ----- | ----------------- | -------------------- |
| 1  | Nanami Inoue     | C     | 19 giugno 1989    | Giappone             |
| 2  | Mari Horikawa    | S     | 3 marzo 1992      | Giappone             |
| 3  | Kaho Ōno         | S     | 30 giugno 1992    | Giappone             |
| 4  | Moe Hidaka       | P     | 27 ottobre 1994   | Giappone             |
| 5  | Nozomi Itō       | C     | 16 febbraio 1995  | Giappone             |
| 6  | Wakaba Sugihara  | S     | 10 giugno 1995    | Giappone             |
| 7  | Jana Matiašovská | S/O   | 7 luglio 1987     | Azerbaigian          |
| 8  | Misaki Shirai    | P     | 30 luglio 1996    | Giappone             |
| 9  | Shino Nakata     | S     | 15 luglio 1997    | Giappone             |
| 10 | Mana Ishikawa    | S     | 28 agosto 1997    | Giappone             |
| 11 | Miku Nakashima   | L     | 7 marzo 1998      | Giappone             |
| 12 | Erina Ogawa      | C     | 3 giugno 1998     | Giappone             |
| 13 | Ai Kurogo        | S     | 14 giugno 1998    | Giappone             |
| 14 | Nanami Seki      | P     | 12 giugno 1999    | Giappone             |
| 15 | Rena Mizusugi    | L     | 6 aprile 2000     | Giappone             |
| 16 | Aleona Santiago  | C     | 26 settembre 1993 | Filippine            |
| 17 | Mayu Ishikawa    | S     | 14 maggio 2000    | Giappone             |
| 18 | Kanako Noro      | S     | 8 luglio 2000     | Giappone             |
| 19 | Osaki Kotomi     | C     | 23 agosto 2000    | Giappone             |

## Statistiche

### Statistiche dei giocatori
| Giocatrice     | V.League Division 1 | V.League Division 1 | V.League Division 1 | V.League Division 1 | V.League Division 1 |
| Giocatrice     | P                   | PT                  | AV                  | MV                  | BV                  |
| -------------- | ------------------- | ------------------- | ------------------- | ------------------- | ------------------- |
| M. Hidaka      | 28                  | 1                   | 0                   | 0                   | 1                   |
| M. Horikawa    | 31                  | 56                  | 50                  | 5                   | 1                   |
| N. Inoue       | 33                  | 184                 | 135                 | 41                  | 8                   |
| Man. Ishikawa  | 28                  | 26                  | 19                  | 5                   | 2                   |
| May. Ishikawa  | 8                   | 7                   | 7                   | 0                   | 0                   |
| N. Itō         | 11                  | 0                   | 0                   | 0                   | 0                   |
| O. Kotomi      | -                   | -                   | -                   | -                   | -                   |
| A. Kurogo      | 33                  | 551                 | 489                 | 35                  | 27                  |
| J. Matiašovská | 33                  | 883                 | 766                 | 89                  | 28                  |
| R. Mizusugi    | 20                  | 0                   | 0                   | 0                   | 0                   |
| M. Nakashima   | 33                  | 0                   | 0                   | 0                   | 0                   |
| S. Nakata      | 26                  | 166                 | 130                 | 29                  | 7                   |
| K. Noro        | -                   | -                   | -                   | -                   | -                   |
| E. Ogawa       | 32                  | 125                 | 98                  | 17                  | 10                  |
| K. Ōno         | 32                  | 256                 | 190                 | 56                  | 10                  |
| A. Santiago    | 13                  | 2                   | 1                   | 1                   | 0                   |
| N. Seki        | 33                  | 82                  | 37                  | 17                  | 28                  |
| M. Shirai      | 33                  | 1                   | 0                   | 0                   | 1                   |
| W. Sugihara    | 33                  | 10                  | 6                   | 1                   | 3                   |

P = presenze; PT = punti totali; AV = attacchi vincenti; MV = muri vincenti; BV = battute vincenti

NB: Non sono disponibili i dati relativi alla Coppa dell'Imperatrice, al Torneo Kurowashiki e di conseguenza quelli totali